# I-30 (sous-marin)
L'I-30 (イ-30) est un sous-marin japonais de type B1 utilisé par la marine impériale japonaise pendant la Seconde Guerre mondiale.
Après avoir opéré dans l’océan Indien, il prend part à une mission visant à relier le Japon et l'Allemagne nazie par voie maritime. Premier sous-marin japonais à atteindre l’Europe, il arrive à Lorient (France) en août 1942, avant de relier Singapour chargé de technologie et d'informations militaires, avant qu'il ne coule après avoir heurté une mine anglaise au large du port.

## Historique
Sa quille est posée à l'arsenal naval de Kure le 7 juin 1939, il est lancé le 17 septembre 1940 et mis en service le 28 février 1942, sous le commandement de Endo Shinobu, un vétéran. Les Japonais lui assignent le nom de code de « Sakura » (Le bourgeon de cerisier) et les Allemands « U-Kirshblüte ».

### Opérations dans l'océan Indien
Le 27 mars 1942, l'état-major de la Kriegsmarine demanda à la marine impériale le lancement des opérations de lutte contre les convois alliés transitant dans l'océan Indien. Le 8 avril, les Japonais acceptèrent d'envoyer un détachement de sous-marins sur la côte Est de l'Afrique (en particulier dans le canal du Mozambique) : il s'agit de la 1re division du 8e escadron basée à Kwajalein, dans les îles Marshall. L’I-30 est accompagné par les Aikoku Maru et Hokoku Maru à son départ de Penang. Ce dernier fait les pleins de l'appareil le 25 avril 1942.
Le 11 avril, l'I-30 appareille de Kure pour Penang, en Malaisie, qu'il atteint le 20. Deux jours plus tard, il part de Penang en compagnie du navire ravitailleur Aikoku Maru afin de cartographier certains points de la côte est-africaine en vue d'une éventuelle attaque. En mai, l’I-30 longe la côte africaine et lance son hydravion Yokosuka E14Y pour une série de vols de reconnaissance au-dessus d'Aden, Zanzibar, Dar es Salam, Durban, East London, Port Elizabeth et Simon's Town.
Dans la nuit du 29 au 30 mai, il déploie son avion dans le port de Diego Suarez, à la pointe nord de Madagascar, alors occupée par les Britanniques. Celui-ci localise le cuirassé HMS Ramillies à l'ancrage, aux côtés des destroyers Duncan et Active, des corvettes Genista et Thyme, du transport de troupes Karanja, du navire-hôpital Atlantis, du pétrolier British Loyalty, du navire marchand Llandaff Castle, ainsi qu'un navire à munitions. Cette mission de reconnaissance permet la nuit suivante aux sous-marins de Type C de lancer leurs sous-marins de poche Kō-hyōteki à environ 10 milles du port. L'attaque coula le British Loyalty et endommagea le cuirassé britannique,.

### Voyage en Europe
À la mi-juin 1942, l'I-30 est envoyé en Europe pour une mission appelée Yanagi, en contournant le cap de Bonne-Espérance pour pénétrer dans l'Atlantique en direction de la France.
Le 2 août, il arrive dans le golfe de Gascogne et est appuyé par un groupe de défense aérienne (JU 88) basé à Bordeaux. Le 5 août, une flottille de huit dragueurs de la classe M l’accueille et l'escorte jusqu'à la base sous-marine de Lorient. Il est ainsi le premier sous-marin japonais à rejoindre un port européen pendant la Seconde Guerre mondiale,,.
Dans un premier temps, l'I-30 est amarré à un corps mort dans la rade malgré les risques d’attaque aérienne. L’équipage est transbordé sur l'U-67, où se passe la réception officielle, avec remise de fleurs et de décorations en présence du Grossadmiral Raeder, de l’amiral Dönitz, de l’attaché naval japonais en Allemagne, Yokoi Tadao, tous venus de Berlin pour l’occasion. La cargaison du submersible comprend deux tonnes d’or qui doivent être livrées aux Allemands, ainsi qu'un « envoi sous pli impérial » d'un poids non spécifié. Provenant des pillages effectués en Chine et autres pays, l'or doit être converti par la Reichbank en lingots avant d’être accepté comme or « bancaire ». La négociation sur place est rude et l’or ne sera remis qu'à des envoyés de la Reichbank. Une partie de cet or, une fois transformé, ira dans les comptes suisses personnels d’Hirohito, l’autre sera versée comme paiement des armements allemands. Finalement, l’I-30 est amené le 7 août, aidé de deux remorqueurs venus de Brest, dans une alvéole de la base de Kerohan où la partie de la cargaison est déchargée et convoyée sous bonne garde vers la Suisse. Le reste de la cargaison consiste en : 1 650 kg de mica, 800 kilos de shellac (Gomme laque, applications isolants, vernis, munitions, disques 78 tours, etc..), ainsi que des plans de la torpille aérienne type 91. Contrairement aux promesses faites, le I-30 n’apporte pas de plans ou d’exemplaires de la torpille type 95, la plus performante de l’époque, utilisant l’oxygène. Les spécialistes allemands venus de Kiel et Brest entreprennent ensuite la visite détaillée du bâtiment japonais.
Il est décidé de repeindre le sous-marin en « U-Grau », au lieu du noir japonais, trop visible dans les eaux de l’Atlantique,. Les canons anti-aériens type 96 seront remplacés par un affût quadruple de Flak 38 dernier cri et un détecteur de radar (type Metox) est installé. L’installation d’un schnorkel est envisagée mais jugée trop longue. L’hydravion de reconnaissance avait beaucoup souffert lors du voyage et sera révisé de fond en comble. À la fin des travaux, l'aéronef sera filmé par la propagande allemande pour montrer que "les avions japonais opèrent à partir des bases de l’Atlantique".
À l'issue de la visite des spécialistes allemands, un rapport secret est transmis à Donitz et Raeder évaluant l'I-30 et sa valeur stratégique. Soulignant entre autres l’absence totale de commodités (aucun sanitaire à bord), il mentionne surtout le caractère obsolète de l’engin, sa faible profondeur d’immersion (100 m), son peu de maniabilité, sa lenteur d’immersion, sa faible vitesse en plongée et le niveau de bruit très élevé en immersion et en surface. Tout ceci rend ces engins obsolètes faciles à détecter et à couler. Il conclut à la nécessité de renforcer considérablement l’aide allemande à la construction sous-marine japonaise. À la suite de ce rapport, il sera décidé d’envoyer au Japon des spécialistes de la construction des sous-marins et de hâter l’échange de technologie.
Pendant ce temps, le capitaine Endo et son équipage voyagent jusqu’à Berlin, au cours duquel ils sont reçus par Hitler lui-même. Au retour, ils s’arrêtent à Paris une journée, durant laquelle ils visitent la Tour Eiffel et les Champs-Élysées avant de revenir à Lorient.
Finalement, le 22 août, le submersible repeint en gris quitte Lorient avec à son bord une cargaison stratégique : les plans et un exemplaire complet du radar Würzburg, cinq torpilles G7a et trois torpilles G7e à propulsion électrique, cinq calculateurs analogiques de tir pour torpilles, 240 charges de type Bolde anti sonar, des fusées et des bombes planantes, des canons anti-tank, un système directeur d’artillerie antiaérienne, 200 canons antiaériens de 20 mm, une cargaison de diamants industriels évaluée à plus d’un million de yen et cinquante machines « T-Enigma » type M4 dernière génération,. Parmi les passagers figure un ingénieur japonais formé à Kiel dans les chantiers navals et spécialisé dans les radars.

### Naufrage
Le 8 octobre 1942, l'I-30 arrive à Penang pour faire le plein et se ravitailler en carburant, puis s'embarque pour Singapour qu'il atteint le 13. Le commandant Endo sort de son silence radio mais ne peut contacter la base car son code d’identification est périmé. Il réussit à rentrer dans le port sans pilote et sans incident. Le commandement local réquisitionne 10 des machines Enigma. Le submersible appareille de Singapour dans la soirée et heurte une mine anglaise à 5 km du port. Le commandant Endo et 96 hommes sont sauvés tandis que 13 hommes périssent.
La cargaison sera récupérée par des plongeurs, mais les machines sont inutilisables. Les plans du radar allemand sont récupérés et serviront de base au radar japonais Ta-chi 24 mis en service fin 1943.
Entre août 1959 et février 1960, l'épave est renflouée puis détruite par la société Hokusei Sempaku Kogyo KK,.